# Фрейзер-Лейк (Британська Колумбія)
Фрейзер-Лейк (англ. Fraser Lake) — селище у провінції Британська Колумбія, Канада. Розташоване в окрузі Балклі-Нечако.
Більшість населення селища зайнята у деревообробній промисловості, а також у видобуванні молібденових руд на розташованому неподалік родовищі.

## Клімат
| Клімат Фрейзер-Лейк     | Клімат Фрейзер-Лейк | Клімат Фрейзер-Лейк | Клімат Фрейзер-Лейк | Клімат Фрейзер-Лейк | Клімат Фрейзер-Лейк | Клімат Фрейзер-Лейк | Клімат Фрейзер-Лейк | Клімат Фрейзер-Лейк | Клімат Фрейзер-Лейк | Клімат Фрейзер-Лейк | Клімат Фрейзер-Лейк | Клімат Фрейзер-Лейк | Клімат Фрейзер-Лейк |
| Показник                | Січ.                | Лют.                | Бер.                | Квіт.               | Трав.               | Черв.               | Лип.                | Серп.               | Вер.                | Жовт.               | Лист.               | Груд.               | Рік                 |
| Абсолютний максимум, °C | 11,0                | 11,0                | 17,0                | 23,9                | 32,5                | 32,5                | 34,0                | 35,0                | 32,0                | 23,0                | 16,5                | 12,0                | 35,0                |
| Середній максимум, °C   | −5,2                | −1,1                | 4,2                 | 10,5                | 16,1                | 19,7                | 22,2                | 21,9                | 16,8                | 9,4                 | 0,8                 | −4                  | 9,3                 |
| Середня температура, °C | −9,5                | −6,4                | −1,6                | 4,1                 | 9,4                 | 13,1                | 15,4                | 14,9                | 10,4                | 4,7                 | −2,5                | −7,9                | 3,7                 |
| Середній мінімум, °C    | −13,8               | −11,7               | −7,4                | −2,3                | 2,6                 | 6,5                 | 8,5                 | 7,9                 | 4,1                 | −0,1                | −5,7                | −11,6               | −1,9                |
| Абсолютний мінімум, °C  | −46,1               | −42                 | −38,9               | −20,5               | −7,2                | −3                  | −1,5                | −2,5                | −7                  | −24                 | −39                 | −47,5               | −47,5               |
| Норма опадів, мм        | 47.9                | 29.5                | 25.7                | 23.1                | 42.0                | 57.0                | 57.4                | 46.5                | 47.9                | 54.8                | 48.8                | 45.2                | 525.8               |
| Днів з опадами          | 12,4                | 9,1                 | 9,2                 | 8,5                 | 12,5                | 14,0                | 13,0                | 12,2                | 12,5                | 15,2                | 14,1                | 11,5                | 144,1               |
| Днів з дощем            | 2,1                 | 2,3                 | 3,4                 | 6,5                 | 12,1                | 14,0                | 13,0                | 12,2                | 12,5                | 14,0                | 6,7                 | 1,7                 | 100,5               |
| Днів зі снігом          | 11,1                | 7,2                 | 6,6                 | 2,7                 | 0,5                 | 0,0                 | 0,0                 | 0,0                 | 0,0                 | 2,3                 | 9,1                 | 10,6                | 50,2                |
| ----------------------- | ------------------- | ------------------- | ------------------- | ------------------- | ------------------- | ------------------- | ------------------- | ------------------- | ------------------- | ------------------- | ------------------- | ------------------- | ------------------- |
| Джерело:                |                     |                     |                     |                     |                     |                     |                     |                     |                     |                     |                     |                     |                     |

## Зовнішні посилання
- Офіційний сайт (англ.)